# Гара, Пьер-Жан
Пьер-Жан Гара́ (фр. Pierre-Jean Garat; 26 апреля 1764, Юстариц (ныне в департаменте Атлантические Пиренеи) — 1 марта 1823, Париж) — французский певец (баритон с очень широким диапазоном) и композитор (автор популярных песен). Племянник политика-республиканца Доминика Жозефа Гара.

## Биография
Гара учился в Бордо у дирижёра и композитора Франца Бека. Граф д’Артуа предоставил талантливому молодому певцу место своего секретаря, что облегчило его дальнейшую карьеру, в том числе при королевском дворе. С началом революционных событий во Франции Гара продолжил выступать в парижских салонах, но затем вместе со скрипачом Пьером Роде предпочёл отправиться в Руан (по преданию, здесь Гара на некоторое время был заключён в тюрьму за исполнение собственного романса, посвящённого Марии-Антуанетте), а оттуда в Англию, где два французских музыканта нередко выступали вместе. Затем Гара концертировал в Испании и Германии, вернувшись во Францию лишь в 1795 году.
На рубеже XVIII—XIX веков Гара пользовался в Париже значительной популярностью — как благодаря исполнительскому мастерству, так и как выдающийся модник и денди. Излюбленный репертуар Гара включал, прежде всего, оперы Кристофа Виллибальда Глюка, Йозефа Гайдна, Вольфганга Амадея Моцарта. Среди гастрольных поездок Гара был и визит в Санкт-Петербург в 1802 году.
С 1799 года Гара преподавал в Парижской консерватории. В 1810-е годы оставил концертную деятельность. Похоронен на кладбище Пер-Лашез.